# Randy Newman's Faust
Randy Newman's Faust is een musical van de Amerikaanse singer-songwriter Randy Newman. Het is een moderne bewerking van Goethe's lezing van het klassieke verhaal Faust, vermengd met elementen uit het epische gedicht Paradise Lost. Het stuk is doorweven met cynische humor. In de versie van Newman vechten God en de Duivel om de ziel van Henry Faust, een student aan de University of Notre Dame.

## Cast
- De Duivel: Randy Newman
- God: James Taylor
- Henry Faust: Don Henley
- Angel Rick: Elton John
- Margaret: Linda Ronstadt
- Martha: Bonnie Raitt

## Tracklist
1. Glory Train - 4:44
2. Can't Keep a Good Man Down - 2:45
3. How Great Our Lord - 2:42
4. Best Little Girl - 2:28
5. Northern Boy - 2:55
6. Bless The Children of the World - 3:50
7. Gainesville - 3:30
8. Relax, Enjoy Yourself - 5:41
9. Life Has Been Good To Me - 3:28
10. Little Island - 3:20
11. The Man - 3:14
12. My Hero - 2:35
13. I Gotta Be Your Man - 2:31
14. Feels Like Home - 4:26
15. Bleeding All Over the Place - 4:15
16. Sandman's Coming - 2:41
17. Happy Ending - 3:21